# 羽央
羽央（はねお）は日本の漫画家。1月29日生まれ。

## 概要
流麗な線と安定したストーリーで女性誌・男性誌で活躍。近年はデジタル作画になり、同人誌活動も行う。
幻冬舎の「月刊バーズ」や太田出版の「マンガ・エロティクス・エフ」に連載していた。

## 単行本
- 『ラヴ・ファイルズ』近代映画社 (2000/09) ISBN 978-4764819238
- 『サディスト神様マゾヒスト仔羊』太田出版 (2002/08) ISBN 978-4872336900
- 『もうふちゃん』太田出版 (2003/05) ISBN 978-4872337532
- 『強く儚い少女達』河出書房新社 (2003/7/17) ISBN 978-4309728360
- 『天国最上階』祥伝社 (2003/08) ISBN 978-4396763060
- 『君は宇宙』太田出版 (2003/12/1) ISBN 978-4872337990
- 『子供はみんな殺したがる。』太田出版 (2004/09) ISBN 978-4872338775
- 『バウハウス』河出書房新社 (2004/5/19) ISBN 978-4309728421
- 『愛を召し上がれ』祥伝社 (2006/9/8) ISBN 978-4396763916
- 『9カラット』幻冬舎コミックス (2006/7/24) ISBN 978-4344807891
- 『魔法未来の正体 1』幻冬舎コミックス (2007/7/28) ISBN 978-4344810136